# Monodilepas
Monodilepas là một loài ốc biển nhỏ, a keyhole limpet, là động vật thân mềm chân bụng sống ở biển trong họ Fissurellidae and slit limpets.

## Các loài
Các loài trong chi Monodilepas include:
- Monodilepas diemenensis Finlay, 1930
- Monodilepas monilifera Hutton, 1873
  - subspecies Monodilepas monilifera carnleyensis Powell, 1955
  - subspecies Monodilepas monilifera cookiana Dell, 1953
- Monodilepas otagoensis Finlay, 1930
- Monodilepas skinneri Finlay, 1928